# Haab

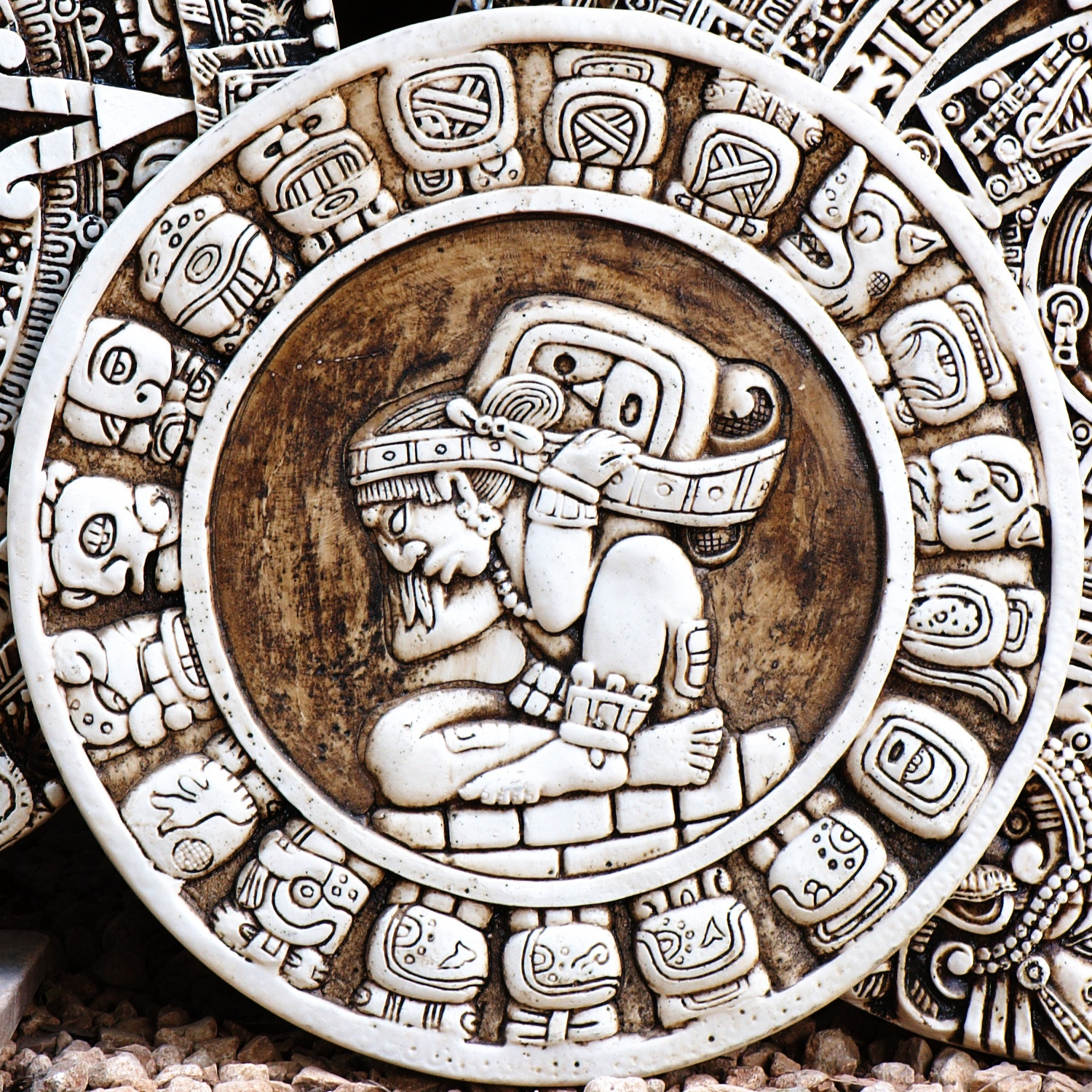
Haab

Haab – mezoamerykański kalendarz słoneczny. Tak nazywali swój kalendarz Majowie. Jego azteckim odpowiednikiem w języku nahuatl był xiuhpohualli.
Liczył 365 dni i dzielił się na 18 miesięcy po 20 dni. Służył głównie do określania czasu prac rolniczych, takich jak siew lub żniwa, ale w połączeniu z rytualnym kalendarzem tzolkin i długą rachubą tworzył kalendarz Majów.
Kalendarz wprowadzono do użytku prawdopodobnie około 500 roku p.n.e. w dniu przesilenia zimowego. Podzielony był na osiemnaście dwudziestodniowych miesięcy, co w sumie dawało 360 dni. Ponieważ było to o 5 za mało w stosunku do roku słonecznego, brakujące dni dodawano na końcu kalendarza w postaci dodatkowego „miesiąca” o nazwie Wayeb, który uznawano za pechowy. Z nieznanych powodów miesiące w haab były liczone od dnia zerowego. Po upływie dwudziestu dni danego miesiąca, numeracja kolejnego rozpoczynała się od początku.
Haab splatał się w jeden cykl z kalendarzem tzolkin, dlatego daty podawano zwykle w obu tych systemach. W ten sposób każdy dzień miał dwie nazwy i dwie liczby.

## Nazwy miesięcy
| Nr | Nazwa miesiąca | Glif | Znaczenie               | Nr | Nazwa miesiąca | Glif | Znaczenie          |
| -- | -------------- | ---- | ----------------------- | -- | -------------- | ---- | ------------------ |
| 1  | Pop            |      | mata z plecionych liści | 10 | Yax            |      | zielony deszcz     |
| 2  | Wo’            |      | czarne złączenie        | 11 | Sak’           |      | biały deszcz       |
| 3  | Sip            |      | czerwone złączenie      | 12 | Keh            |      | czerwony deszcz    |
| 4  | Sotz’          |      | nietoperz               | 13 | Mak            |      | zamknięcie         |
| 5  | Sek            |      | śmierć                  | 14 | K’ank’in       |      | żółte słońce       |
| 6  | Xul            |      | pies                    | 15 | Muwan’         |      | sowa               |
| 7  | Yaxk’in’       |      | nowe słońce             | 16 | Pax            |      | czas siewu         |
| 8  | Mol            |      | woda                    | 17 | K’ayab         |      | żółw               |
| 9  | Ch’en          |      | czarny deszcz           | 18 | Kumk’u         |      | spichlerz          |
|    |                |      |                         | 19 | Wayeb’         |      | pięć dni pechowych |